# Jeszcze sen (EP)
Jeszcze sen – minialbum muzyczny Czesława Niemena zrealizowany z zespołem Niebiesko-Czarni i wydany w 1965 roku nakładem wytwórni Pronit.

## Lista utworów
Lista według Discogs:
| 1. | Jeszcze sen                    |  |
|    |                                |  |
| 2. | Jak można wierzyć tylko słowom |  |
|    |                                |  |
| 3. | Zabawa w ciuciubabkę           |  |
|    |                                |  |
| 4. | Stoję w oknie                  |  |
|    |                                |  |

## Twórcy
- Czesław Niemen – śpiew, gitara
- Zbigniew Bernolak – gitara basowa
- Janusz Popławski – gitara
- Zbigniew Podgajny – fortepian, harmonijka ustna
- Wojciech Korda – gitara
- Włodzimierz Wander – saksofon tenorowy
- Andrzej Nebeski – perkusja